# Carlos Froner
Carlos Benevenuto Fröner (São Borja, 19 de novembro de 1919 — Tramandaí, 21 de agosto de 2002) foi um treinador de futebol brasileiro.

## Carreira
Carlos Fröner iniciou no futebol como lateral e meio-campo, atuando no Guarany Atlântico de Santa Maria e Guarany de Cruz Alta. Jogou também de centroavante no time do 8º Regimento da Infantaria.
Como treinador, começou a orientar times durante sua carreira militar. Quando saiu do Exército, estreou treinando o Leopoldense, de São Leopoldo, em 1947. Treinou também times como Grêmio, Internacional, Caxias, Juventude, Esportivo, Cruzeiro (Porto Alegre), Floriano (atual, Novo Hamburgo), Joinville, Chapecoense, Atlético Paranaense, Ferroviário, Matsubara, Pato Branco, Flamengo, Vasco, Bahia, Vitória, Santa Cruz, Ceará e Clube do Remo. Treinou a Seleção Gaúcha, que representou a Seleção Brasileira na Taça Bernardo O'Higgins, em 1966, e dirigiu a Seleção do Resto do Mundo, em 1975.
Em 1962, foi personagem de um dos momentos mais marcantes do futebol gaúcho. Dispensado pelo Internacional, Carlos Fröner foi contratado pelo Aimoré. Na penúltima partida do Campeonato Gaúcho daquele ano, o Internacional precisava apenas um empate para ser campeão. Magoado pela dispensa, Carlos Fröner motivou seu novo time contra seu ex-clube. O Aimoré venceu por 3x1, em pleno Estádio dos Eucaliptos, e o Internacional perdeu o campeonato para o maior rival, o Grêmio.
Em sua passagem pelo Flamengo, entre 1975 e 1976, Carlos Fröner foi o responsável por passar Júnior da lateral-direita para a lateral-esquerda, posição onde se consagraria anos mais tarde. Capitão da reserva do Terceiro Exército, em Porto Alegre,  e chamado pelos jogadores e repórteres de "Capitão Fröner", sempre foi a principal referência de treinador para Luiz Felipe Scolari. Foi vice-campeão da Taça Libertadores da América: pelo Grêmio em 1984.
Carlos Fröner abandonou a carreira de técnico em 1995, aos 76 anos de idade. Faleceu em 2002, aos 82 anos, em Tramandaí, onde residia, vítima de uma parada cardíaca.

## Títulos
Aimoré
- Campeonato Citadino de São Leopoldo: 1950

Floriano
- Campeonato do Interior Gaúcho: 1952
- Torneio Os 4 Grandes do RS: 1952

Grêmio
- Campeonato Gaúcho: 1964, 1965 e 1967

Seleção Brasileira
- Taça Bernardo O'Higgins: 1966

Flamengo
- Taça Jubileu de Prata da Rede Tupi de TV: 1975
- Torneio Quadrangular de Jundiaí: 1975
- Troféu Governador Roberto Santos: 1976
- Taça Prefeito do Distrito Federal: 1976
- Taça Nelson Rodrigues: 1976
- Torneio Quadrangular de Mato Grosso: 1976
- Taça Prefeitura Municipal de Manaus: 1976

Bahia
- Campeonato Baiano: 1977, 1978, 1981, 1982 e 1983

Joinville
- Campeonato Catarinense: 1979
- Torneio Osni Fontan: 1979

Vitória
- Campeonato Baiano: 1980

Remo
- Campeonato Paraense: 1986Referências

1. ↑  O Sul (2 de setembro de 2016). «Ex-técnico Carlos Froner será homenageado com 14 missas em São Leopoldo». Consultado em 11 de julho de 2020
2. ↑  O Estado de S.Paulo (21 de agosto de 2002). «Morre o ex-treinador Carlos Froner». Consultado em 11 de julho de 2020